# Косметологія

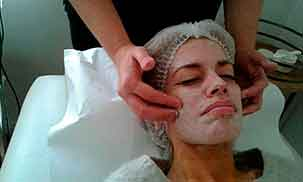
Пі́лінг — видалення, відлущування верхнього ороговілого шару шкіри з косметичною метою.

Косметоло́гія (від грец. κοσμητικός — краса і -λογία — вчення) — наука про естетичні проблеми організму людини, їх етіології, прояви та методи корекції, також — збір методик, направлених на корекцію естетичних проблем зовнішності людини.
Більша частина термінологічного апарату і способі впливу базується на досягненнях дерматології, фізіотерапії, відновлювальної медицини, косметичної хімії, а в останні роки, і на досягненнях ортопедії.
Косметологія — галузь, що активно розвивається і швидко освоює відкриття та винаходи, подаровані іншими науковими дисциплінами.

## Напрямки
Як збір методик, косметологія поділяється на терапевтичну і хірургічну.

### Терапевтична косметологія
Терапевтична косметологія містить у своєму арсеналі:
- методики використання зовнішніх косметичних засобів для очищення, живлення, зволоження і тонізації шкіри;
- масажні методики (включно з ендермологією LPG);
- ін'єкційні методики (мезотерапія, редермалізація, ботулінотерапія, контурна пластика);
- фізіотерапевтичні (або ж — апаратні) методики: (лазерна терапія, світлолікування, пресотерапія, магнітотерапія, ультразвук, електричні струми і багато інших фізичних факторів впливу на організм для вирішення естетичних проблем).

### Хірургічна косметологія
Хірургічна косметологія — це сукупність вирішень естетичних проблем шляхом хірургічного втручання.